# François Delaporte
Pour les articles homonymes, voir Delaporte.
François Delaporte, né le 28 juin 1941 à Rabat au Maroc et mort le 28 mai 2019 à Amiens est un philosophe et épistémologue français.

## Biographie
Son père, Édouard Delaporte, est architecte, peintre et sculpteur. Sous son influence, François Delaporte commence ses études supérieures à Beaux-Arts de Paris. Toutefois, après avoir lu des livres de philosophie, il quitte les Beaux Arts pour suivre un cursus classique en philosophie à l'université de Paris I-Sorbonne. A partir de 1966, il suit les cours de Georges Canguilhem à l'Institut d'histoire et de philosophie des sciences et des techniques.
En 1971, François Delaporte obtient un poste au CNRS. Georges Canguilhem ayant pris sa retraite la même année, il commence à préparer un doctorat sous la direction de Michel Foucault. Il soutient en 1976 son doctorat de troisième cycle en philosophie (histoire des sciences) avec une thèse intitulée Les Questions de la végétalité au XVIIIe siècle, préparée au Collège de France sous la direction de Michel Foucault. 
Boursier de la fondation Arthur Sachs, il passe une année au département d’histoire des sciences de l'université Harvard, où il collabore avec Everett Mendelsohn (en). Il y rassemble des informations sur l'épidémie de choléra de 1832 à Paris, avec l'objectif de comprendre comment cette épidémie a fait faire des progrès à la médecine et les relations avec les conditions de vie du peuple.
De 1982 à 1989, il va au Mexique, comme professeur invité à l’Institut des recherches historiques de l’université nationale autonome du Mexique (UNAM). Il s'y intéresse aux événements singuliers qui y font évoluer la médecine, notamment en parasitologie et en Entomologie médicale, et à la fièvre jaune.
De retour en France en 1989, il n'a pas d'emploi stable et travaille sur des contrats temporaires pour l'Institut national de la santé et de la recherche médicale (INSERM) et le Muséum national d'histoire naturelle (MNHN). Il est aussi chargé de conférences à l'École des hautes études en sciences sociales (EHESS). 
Grâce au soutien de l'Association française contre les myopathies (AFM), il entame une recherche sur l'histoire des affections musculaires. La recherche sur les expressions musculaires débouchera sur un sujet, l'expression des passions (par exemple le rire), dont François Delaporte attribue la découverte au neurologue Guillaume Duchenne de Boulogne
Il obtient son habilitation à diriger des recherches (philosophie-histoire des sciences), qu'il présente sur travaux et soutient le 23 février 1993, à l'université Paris VII-Denis-Diderot. 
A partir de 1993, François Delaporte est professeur de philosophie à l'université de Picardie Jules-Verne à Amiens. Il est invité à diverses occasions dans les universités d’Amérique latine : Universidad nacional autónoma de Mexico, universités de Santa Catarina et de Goias (Brésil), universités de Valparaiso et de Santiago (Chili), Université nationale de Colombie (siège de Medellin), Universidad del Norte de Barranquilla et plusieurs universités de Bogota (Colombie), dans le cadre de la Cátedra andina de filosofía francesa contemporanea. Il fait la connaissance du professeur de chirurgie Bernard Devauchelle, un pionnier de la greffe du visage, dont il obtient la collaboration à l'organisation de colloques transdisciplinaires sur l'histoire et la philosophie de la médecine.
Il prend sa retraite en 2010.
Il meurt à Amiens au printemps 2019, âgé de 77 ans.

## Publications

### Livres
- (fr) Le Second Règne de la nature : essai sur les  questions de la végétalité au XVIIe siècle, préface de Georges Canguilhem, Paris, Flammarion, 1979, 242 pages
  - (en)  Nature's Second Kingdom, Cambridge, Massachusetts Institute of Technology Press, 1982
  - (de) Das zweite Naturreich, Francfort, Ullstein Materialen, 1983
- (en) Disease and Civilization, The Cholera in Paris, 1832, avant-propos de Paul Rabinow, Cambridge-Londres, Massachusetts Institute of Technology, 1986, 250 pages[4],[5],[6],[7],[8],[9]
  - (fr) Le Savoir de la maladie, Paris, Presses universitaires de France, 1990[10],[11],[12]
  - (es) El saber de la enfermedad, Bogota, Universidad del Rosario, 2005
- Histoire de la fièvre jaune, Naissance de la médecine tropicale, présentation de Georges Canguilhem, Paris, Payot, 1989, 182 pages (Prix de l’histoire de la médecine, MEDEC 1990)[13]
  - (es) Historia de la fiebre amarilla, Mexico, Universidad nacional autonoma de Mexico/Centre d'études mexicaines et centraméricaines, 1989
  - (en) The History of Yellow Fever, Cambridge, Massachusetts Institute of Technology Press, 1991
  - (ja) Ounetsu no rekishi: Tokyo, Misuzu Shobo, 1993
- (en) A Vital Rationalist: Selected Writings from Georges Canguilhem, éd. Zone Books, New York, 1994, 481 pages
- (fr) Les épidémies, Cité des Sciences et de l'Industrie, Presses Pocket, Paris, 1995, 126 pages
  - (es) Las epidemias, RBA Editores, Barcelone, 1995
- (fr) Histoire des myopathies (en collaboration avec Patrice Pinell), Payot, Paris, 1998, 274 pages
- (fr) La Maladie de Chagas : histoire d'un fléau continental, Payot, Paris, 1999, 218 pages[14].
  - (pt) A Doença de Chagas, Ribeiro Prieto, Holos Editora, 2003.
  - (en) Chagas Disease: History of a Continent’s Scourge  (trad. Arthur Goldhammer), New York, Fordham University Press, 2012, 180 p. (ISBN 978-0-8232-4250-4)[15].
- (es) Filosofia de los acontecimientos, Medellin, Universidade Nacionale de Colombia, Universidade de Antioquia, 2002, 250 pages.
- (fr) Anatomie des passions, Paris, PUF, 2003, 220 pages (Prix de la société française d’histoire de la médecine, 2003). 2e édition avec une préface d'Emmanuel Fournier, Paris, Éditions Hermann, 2016[16].
  - (es) Anatomia de las pasiones, Universidad Uninorte, Baranquilla, Colombie, 2005.
  - (en) Anatomy of the Passions, Stanford University Press, 2008.
- (fr) Figures de la médecine, préface d'Emmanuel Fournier, Paris, Éditions du Cerf, coll. « Passage », 2009, 220 pages[17].
- (fr) La Fabrique du visage. De la physiognomonie antique à la première greffe. Avec un inédit de Duchenne de Boulogne, avec Emmanuel Fournier et Bernard Devauchelle, Paris, éditions Brepols, coll. De Diversis Artibus, 2010, 350 pages.
- (fr) Transplanter (avec Bernard Devauchelle et Emmanuel Fournier), Paris, Éditions Hermann, 2015.

### Articles (sélection)
- (en) « Theories of Osteogenesis in the Eighteenth Century », Journal of History of Biology, Kluwer Academic Publishers Dordrecht, Boston, Londres, vol. 16, no 3 (automne 1983), p. 343-360.
- « Vie végétale », Encyclopaedia Universalis, 1991, vol. 23, 388-391 (ad vocem).
- « Georges Canguilhem », in Vies et Portraits, Universalia, Encyclopédia Universalis, 1994, 84, p. 482-484.
- (en) « Romana's Sign », Journal of History of Biology, Kluwer Academic Publishers Dordrecht, Boston, Londres, automne 1997, vol. 30, no 30, p. 357-366.
- (en) « Foucault, epistemology and history », Economy and Society, Routlege, 1998, vol. 27, no 2 et 3, p. 285-297.
- (fr) « Le choléra : présent et passé », Communications, Seuil, 1998, no 66, p. 75-85.
- (fr) « Le miroir de l’âme »,  Communications, Seuil, no 75, 2004, p. 17-30.
- (en) « Chagas Today, Parasitic diseases in Brazil: the construction of parasitology, XIXth-XXth », in Parassitologia, Université de Rome La Sapienza, Official Journal of the Italian Society of Parasitology, A. Opinel et G. Gachelin (dir.), vol. 47, no 3-4, décembre 2005, p. 319-329.
- (fr) « Le visage, œuvre de la main », Le Monde diplomatique, mars 2006.
- (fr) « La transplantation partielle de face », La Revue du praticien, décembre 2007.
- (en) « The discovery of the vector of Robles disease », in Parassitologia, Université de Rome La Sapienza, Official Journal of the Italian Society of Parasitology, vol. 50, septembre 2008, p. 227-231.

### Parutions dans des ouvrages collectifs
- (fr) La Problématique historique et la vie, in Georges Canguilhem, philosophe, historien des sciences, Albin Michel, 1993, p. 223-232.
- (en) The History of Medicine According to M. Foucault, in Jane Goldstein éd., Foucault and the Writing of History Today, Basil Blackwell, Oxford - Cambridge, mars 1994, p. 137-149.
- (fr) La Nouveauté en pathologie, in Vers de nouvelles maladies, PUF, 1998, p. 9-37.
- (fr) Duchenne, Darwin et la mimique, in Duchenne de Boulogne, école nationale des beaux-arts, 1999, p. 79-86.
- (fr) La Connaissance du vivant, in Philosopher 2, sous la direction de Christian Delacampagne et Robert Maggiori, Paris, Fayard, 2000, p. 235-245.
- (de) Die Problematik der Geschichte und das Leben, in C. Borck, V. Hess, H. Schmidgen (éd.), MaB und Eigensinn, studien im AnschluB an Georges Canguilhem, Wilhelm Fink Verlag, Munich, 2005, p. 295-316.
- Articles in Dictionnaire de la pensée médicale, sous la direction de Dominique Lecourt, PUF, Paris, 2004. - " Alexandrie (École d’) " 24-26. - " Auto-expérimentation ", op. cit., 133-137. - « Choléra », op. cit., 243-249. - " Contagion et infection ", op. cit., 283-287. - " Épidémie ", op. cit., 418-425. - " Expérimentation animale ", op. cit., 466-470. - " Fécondation artificielle " (en collaboration avec Cécilia Delaporte), op. cit., 481-488. - " Fièvre jaune ", op. cit., 495-499. - " Filarioses ", op. cit., 500-501. - " Hippocratisme ", op. cit., 571-573. - " Myopathies ", op. cit., 770-772. - " Parasitologie ", op. cit., 837-843. - " Photographie ", op. cit., 874-876. - " Syphilis ", op. cit., 1104-1110. - " Trypanosomiase africaine ", op. cit., 1161-1163. - " Trypanosomiase américaine ", op. cit., 1163-1167. - " Vivisection ", op. cit., 1214-1219.
- (fr) Foucault, Canguilhem et les monstres, in Canguilhem, histoire des sciences et politique du vivant, J.-F. Braunstein (éd.), PUF, 2007.
- (pt) Foucault, Canguilhem e os monstros, in História, verdade e tempo, Marlon Salomon (éd.), Argos, 2011.

### Entretiens
- (pt) Teratologias: sobre os jogos entre o verdadeiro e o falso. Éd. Marlon Salomon. In: História da historiografia, nº 8, 2012. (http://www.historiadahistoriografia.com.br/revista/article/view/328)

## Distinctions
- Prix MEDEC (1990)
- Prix du meilleur livre d'histoire de la médecine Georges-Robert (2003)
- Membre correspondant de l'Académie internationale d'histoire des sciences (2007)[18]

## Vie privée
Il est le père de la journaliste, écrivaine et documentariste Ixchel Delaporte.